# Apologie de crime de guerre
En France, l'apologie de crime de guerre est un concept juridique et un délit pénal reposant sur la promotion et la justification de crimes de guerre.

## Définition
L'apologie de crime de guerre et de crime contre l'humanité sont des délits distincts mais tous deux interdits par l'article 24, alinéa 5, de la loi du 29 juillet 1881 : 

« Seront punis de la même peine [cinq ans d'emprisonnement et de 45 000 euros d'amende] ceux qui... auront fait l'apologie des crimes visés au premier alinéa, des crimes de guerre, des crimes contre l'humanité, des crimes de réduction en esclavage ou d'exploitation d'une personne réduite en esclavage ou des crimes et délits de collaboration avec l'ennemi, y compris si ces crimes n'ont pas donné lieu à la condamnation de leurs auteurs,. »

La définition d'une « apologie » n'est pas précisée. Il peut s'agir de la volonté de justifier un crime, ce qui ne se confond pas avec l'éloge ni avec la provocation (incitation) à commettre ce crime : « il suffit que de tels propos, une fois projetés dans l'avenir, incitent à porter un jugement favorable sur des crimes de cette nature ». En 2015, le Conseil constitutionnel définit une apologie comme le fait de « décrire, présenter ou commenter une infraction en invitant à porter, sur elle, un jugement moral favorable ». En 2021, le site du gouvernement fournit la définition suivante : « des propos [qui] promeuvent ou justifient un crime de guerre ».

## Précédents
- En 1971, selon la Cour de cassation, l'apologie de crimes de guerre est « la publication d’un texte de nature à inciter tout lecteur à porter un jugement de valeur morale favorable aux dirigeants du parti national socialiste allemand condamnés comme criminels de guerre par le Tribunal international de Nüremberg et constituant un essai de justification au moins partielle de leurs crimes »[6].
- En 2004, la Cour de cassation considère qu'une apologie de crime de guerre est constituée avec « un écrit qui présente comme susceptibles d’être justifiés des actes constitutifs de crimes de guerre », comme « la torture ou des exécutions sommaires pratiquées à l’occasion d’un conflit armé »[7].

### Documentation
- Agathe Lepage, « Apologie de crimes de guerre : Conformité avec la Convention européenne des droits de l'homme ; qualification et interprétation », dans Revue de Science Criminelle et de Droit Pénal Comparé, Dalloz, 15 septembre 2005.